# نیکل پتیگنات
نیکل پتیگنات (انگلیسی: Nicole Petignat؛ زادهٔ ۲۷ اکتبر ۱۹۶۶) بازیکن فوتبال، و داور فوتبال اهل سوئیس است.